# Achaz von Buchwaldt
Achaz von Buchwaldt (Grömitz, 18 de septiembre de 1944) es un jinete alemán que compitió en la modalidad de salto ecuestre. Ganó una medalla de bronce en el Campeonato Europeo de Saltos Ecuestres de 1983, en la prueba por equipos.

## Palmarés internacional
| Campeonato Europeo | Campeonato Europeo      | Campeonato Europeo | Campeonato Europeo |
| Año                | Lugar                   | Medalla            | Categoría          |
| ------------------ | ----------------------- | ------------------ | ------------------ |
| 1983               | Hickstead (Reino Unido) | Medalla de bronce  | Por equipos        |